# Grammonota capitata
Grammonota capitata là một loài nhện trong họ Linyphiidae.
Loài này thuộc chi Grammonota. Grammonota capitata được James Henry Emerton miêu tả năm 1924.